# Vista de Camapuã, 1826
A obra Vista de Camapuã, 1826, de Zilda Pereira, foi concebida em 1945 e baseada em um desenho de Hercule Florence. Na cena, está presente o rio Camapuã (na região do rio Pardo em São Paulo) e a fazenda homônima, cuja atividade econômica estava centrada na produção açucareira . Dentre seus moradores, calcula-se 300 escravizados, entre forros e cativos, que mantinham uma vida árdua.

## Descrição
A obra de Zilda Pereira, feita em óleo sobre tela em 1945, foi encomendada por Afonso Taunay, então diretor do Museu Paulista, e pertence ao Fundo Museu Paulista sob o número de inventário 1-19457-0000-0000. O quadro, que teve como base um desenho de Hercule Florence, possui as seguintes medidas: 66 centímetros de altura e 106 centímetros de largura. Nas várias referências à obra aparecem também os títulos Vista de Curuçá e Vista de Camapuan.

## Análise
Nessa obra de Zilda Pereira, a pintora compõe a cena com uso de dois tons principais: o verde vivo do relevo e o azul do céu. Em relação ao terreno, as linhas que delimitam as irregularidades das montanhas guiam o olhar do observador para o rio Camapuã, funcionando como um ponto de fuga.
A cena retrata a fazenda homônima ao rio que a cruza, cuja principal atividade era a açucareira, sustentada pela mão de obra escravizada. Habitada por cerca de 300 indivíduos entre cativos e forros, a fazenda abrigava dois edifícios principais. Na obra de Zilda Pereira, elas estão localizadas à direita e, segundo relato de Hercule Florence, consistiam na residência do comandante e no engenho de moer cana movido por bois.

A vivência local também fora registrada por Florence:
Extrema é a miséria dos habitantes. Pelos bens que possuem pouco distam do estado selvagem, mas nem por isso são ou se consideram mais infelizes. Não há senão alguns homens, tidos por dinheirosos, que andam vestidos com calças e camisa de pano grosso. O resto não usa senão ceroula, quase tanga; a maior parte das mulheres traz sobre o corpo uma saia. Não comem senão milho, feijão e algumas ervas: raramente provam carne de seus magros porcos ou usam de ovos e de carne de vaca; isso tudo quase sempre sem sal, porque é artigo muito caro.

## Contexto
Compondo a sala B-7, “Monções”, a obra foi encomendada por Afonso Taunay a Zilda Pereira no contexto da comemoração do cinquentenário do Museu Paulista e data de 1945.